# 江陵ジャンクション
江陵ジャンクション（カンヌンジャンクション）は大韓民国江原特別自治道江陵市にある東海高速道路（65号線）と嶺東高速道路（50号線）を結ぶジャンクションである。 

## 接続する路線

### 束草・三陟方面
- 東海高速道路（32番）

### 仁川方面
- 嶺東高速道路（21番）

## 隣
東海高速道路
- (35) 江陵IC - (36) 江陵JCT - (37) 北江陵IC

嶺東高速道路
- (36) 大関嶺IC - 江陵大関嶺SA - (37) 江陵JCT